# Jens Janse
Jens Janse (ur. 1 lipca 1986 roku w Venlo) to holenderski piłkarz występujący na pozycji prawego obrońcy. Grał w reprezentacji Holandii U-21.
Janse zadebiutował w barwach Willem II w Eredivisie 11 stycznia 2006 roku, w spotkaniu z Heracles Almelo. W Willem II grał do końca sezonu 2009/2010, a następnie przeszedł na zasadzie wolnego transferu do NAC Breda. W 2013 roku został zawodnikiem Córdoby.